# Gummi Tarzan
Gummi Tarzan är en dansk dramafilm från 1981 i regi av Søren Kragh-Jacobsen. Filmen är baserad på Ole Lund Kirkegaards bok Gummi-Tarzan från 1975. I huvudrollerna ses Alex Svanbjerg, Otto Brandenburg, Peter Schrøder och Susanne Heinrich.

## Rollista i urval
- Alex Svanbjerg – Ivan Olsen
- Peter Schrøder – Ivans far
- Susanne Heinrich – Ivans mor
- Jens Okking – gymnastikläraren
- Kjeld Løfting – klassföreståndaren
- Terese Damsholt – lärarinnan
- Hans Hansen – gårdsvakten
- Hardy Rafn – hamnchefen
- Kirsten Rolffes – damen med hunden
- Lone Kellermann – damen i kassan
- Ole Thestrup – mannen i hissen
- Hans Kragh-Jacobsen – EDC-chefen
- Otto Brandenburg – Ole, kranförare
- Bent Warburg – arbetaren
- Søren Sjøgreen – Tarzan
- Helle Ryslinge – Jane
- Kim Jensen – roddchefen
- Henrik Andersen –	roddare